# Смерть супермена
«Смерть Супермена» (калька з російської; англ. Hollywoodland, дослівно «Країна Голлівуд») — американська детективна кінодрама Аллена Коултера 2006 року, присвячена загадкової загибелі актора Джорджа Рівза. Головні ролі виконують Едрієн Броуді і Бен Аффлек, який удостоєний за цю акторську роботу кубка Вольпі Венеціанського кінофестивалю і номінації на премію «Золотий глобус» у категорії найкраща чоловіча роль другого плану.

## Сюжет
Актор Джордж Рівз, що став знаменитим завдяки головній ролі в телесеріалі про Супермена, знайдений мертвим у власному будинку. Його мати не вірить, що це самогубство, і наймає приватного детектива Луїса Сімо. Той з’ясовує, що Рівз був коханцем дружини директора кінокомпанії MGM, і привертає увагу преси до дивних обставин загибелі актора. У ході фільму висуваються кілька версій: нещасний випадок, вбивство на замовлення, самогубство.

## У ролях
| Актор          | Роль             |
| -------------- | ---------------- |
| Едрієн Броді   | Луїс Сімо        |
| Бен Аффлек     | Джордж Рівз      |
| Дайан Лейн     | Тоні Меннікс     |
| Робін Танні    | Леонор Леммон    |
| Джеффрі ДеМанн | Арт Уайсман      |
| Боб Госкінс    | Едді Меннікс     |
| Лоїс Сміт      | Хелен Бессоло    |
| Джо Спано      | Говард Стріклінг |

## Знімальна група
- Режисер — Аллен Култер
- Сценарист — Пол Бернбаум
- Продюсер — Гленн Вільямсон, Дж. Майлз Дейл, Джейк Майєрс
- Композитор — Марсело Зарвос